# Zasnezhennyj Island
Zasnezhennyj Island (englisch; russisch Полуостров Заснеженный Poluostrow Sasneschenny, deutsch ‚Verschneite Halbinsel‘) ist eine Insel im Highjump-Archipel vor der Knox-Küste des ostantarktischen Wilkeslands. Sie liegt in unmittelbarer Nachbarschaft zu Dieglman Island.
Wissenschaftler einer sowjetischen Antarktisexpedition kartierten sie 1956 als Halbinsel und benannten sie. Das Antarctic Names Committee of Australia übertrug diese Benennung 1989 angepasst in einer transkribierten Teilübersetzung ins Englische.